# Od zmierzchu do świtu 3: Córka kata
Od zmierzchu do świtu 3: Córka kata (ang. From Dusk Till Dawn 3: The Hangman’s Daughter) – amerykański horror z 1999 roku w reżyserii P. J. Pesce’a, wyprodukowany przez wytwórnie Amuse Pictures, Buena Vista Home Video i New Films International. Kontynuacja filmów Od zmierzchu do świtu (1996) oraz Od zmierzchu do świtu 2 (1999).
Premiera filmu odbyła się 30 października 1999 roku w Grauman’s Egyptian Theatre. Trzy miesiące później, 18 stycznia 2000 roku obraz trafił do kin na terenie Stanów Zjednoczonych.

## Fabuła
Akcja filmu rozgrywa się na początku XX wieku. Johnny Madrid (Marco Leonardi) ma zawisnąć na szubienicy, lecz ucieka swojemu katowi i porywa jego córkę Esmeraldę. Para wspomagana przez młodą awanturniczkę Catherine Reece, spotyka się z gangiem Madrida i napada na dyliżans, którym podróżuje pisarz Ambrose Bierce (Michael Parks). Ścigani przez ojca Esmeraldy Madrid i jego towarzysze po zmroku szukają schronienia. Trafiają do położonego na uboczu zajazdu. Wkrótce przekonują się, że jego właścicielka Quixtla (Sônia Braga) to niebezpieczna wampirzyca. Jednak walka z wampirami nie będzie jedynym zaskoczeniem tej nocy.

## Obsada
- Marco Leonardi jako Johnny Madrid
- Michael Parks jako Ambrose Bierce
- Ara Celi jako Esmeralda / Santanico Pandemonium
- Sônia Braga jako Quixtla
- Rebecca Gayheart jako Mary Newlie
- Orlando Jones jako Ezra Traylor
- Temuera Morrison jako Mauricio
- Lennie Loftin jako John Newlie
- Danny Trejo jako Razor Charlie
- Jordana Spiro jako Catherine Reece

## Odbiór

### Krytyka
Film Od zmierzchu do świtu 3: Córka kata spotkał się z negatywną reakcją krytyków. W serwisie Rotten Tomatoes 22% z dziewięciu recenzji filmu jest pozytywne (średnia ocen wyniosła 5,28 na 10)

### Nagrody i nominacje
| Rok  | Miejsce             | Nagroda | Kategoria                                | Odbiorcy i nominowani               | Wynik     |
| ---- | ------------------- | ------- | ---------------------------------------- | ----------------------------------- | --------- |
| 2000 | Nagrody Saturn 2000 | Saturn  | Najlepsze wydanie filmu na kasecie wideo | Od zmierzchu do świtu 3: Córka kata | nominacja |